# ピンカートンに会いにいく
『ピンカートンに会いにいく』は、2018年公開の日本映画。監督は坂下雄一郎。

## 概要
松竹ブロードキャスティングのオリジナル映画プロジェクトとして企画された『滝を見にいく』、『恋人たち』、『東京ウィンドオーケストラ』、『心に吹く風』に続く第5弾。
音楽をあらかじめ決められた恋人たちへの池永正二が担当し、池永が手掛けた映画に登場する5人組アイドル・ピンカートンが歌う「Revolution now」の音源が劇場公開前にYouTubeにて公開された。
ピンカートンの元リーダーで主人公の優子を演じる内田慈は本作が映画初主演。

## ストーリー
かつて存在した5人組アイドルユニット『ピンカートン』。ブレイク寸前で解散をしてから20年経ち今やおばさんとなった彼女たちだったが、リーダーの優子は今でも売れない女優を続けていた。所属事務所もクビとなり芸能界の崖っぷちに立たされた彼女のもとにピンカートン再結成の話が転がり込んでくる。一か八か再起を懸けて優子は元メンバーに会いに行くが彼女たちはもうすでに引退し家庭を持ち、再結成の話にはつれない反応。そして一番人気だった葵の行方が分からず彼女を捜していくうちに、20年前、なぜピンカートンが解散することになったのかが明らかになっていく。

## キャスト
神崎 優子 - 内田慈（アイドル時代：小川あん）
『ピンカートン』の元リーダー。解散後も売れない女優を続けている。アイドル時代から気が強くプライドが高い。
中川 葵 - 松本若菜（アイドル時代：	岡本夏美）
『ピンカートン』の元メンバー。一番人気だった。今は消息不明で再結成の鍵を握る。
藤塚 美紀 - 山田真歩（アイドル時代：柴田杏花）
『ピンカートン』の元メンバー。今は3人の子持ち。
五十嵐 かおり - 水野小論（アイドル時代：芋生悠）
『ピンカートン』の元メンバー。アイドル時代から優柔不断な性格。
渡辺 葉月 - 岩野未知（アイドル時代：鈴木まはな）
『ピンカートン』の元メンバー。今は中学生の娘がおり、家族にも元アイドルであることは打ち明けていない。
松本 浩一 - 田村健太郎
『ピンカートン』再結成を持ち掛けるレコード会社の男。子どもの頃ピンカートンのファンだった。

## スタッフ
- 監督・脚本 - 坂下雄一郎
- 製作 - 井田寛
- 企画 - 深田誠剛
- プロデューサー - 三好保洋
- 撮影 - 松井宏樹
- 照明 - 長田青海
- 録音 - 島津未来介
- 美術 - 秋元博
- 装飾 - 金子大吾
- スタイリスト - 田口慧
- ヘアメイク - 新井はるか
- 編集 - 佐藤崇
- 音楽 - 池永正二
- ダンス振付・指導 - 紀元由有
- 助監督 - 上野修平